# Luigi Ornaghi
Luigi Ornaghi (Treviglio, 9 dicembre 1931 – Treviglio, 10 dicembre 2006) è stato un contadino e attore non professionista italiano.

## Biografia

### Gli inizi e la partecipazione a L'albero degli zoccoli
Nato e vissuto a Castel Cerreto, frazione del comune di Treviglio, Ornaghi fu dedito al lavoro nei campi fin dalla giovinezza. Fu scelto da Ermanno Olmi per interpretare Batistì, il protagonista del film L'albero degli zoccoli (1978), per il quale il regista aveva deciso di avvalersi come attori di veri contadini della Bassa Bergamasca.

### Ulteriori pellicole dopo il successo de L'albero degli zoccoli
Nonostante il successo del film, che conquistò Palma d'oro, David di Donatello e Premio César, al termine della realizzazione Ornaghi tornò alla sua attività di contadino. Vi furono, però, due brevi eccezioni: la prima nel 1979, Ornaghi ed altri attori del film L'albero degli zoccoli parteciparono anche a Ratataplan di Maurizio Nichetti, in una sorta di omaggio-cameo collettivo (precisamente nella scena del Magic Show); la seconda fu la partecipazione, nel 1995 e sempre nella parte di Batistì, ad una versione hardcore del film di Olmi, intitolato L'albero delle zoccole (regia di Leo Salemi), cosa che gli attirò pesantissime critiche da parte dello stesso Olmi.

### Ultimi anni
Portò avanti la vita da contadino fino alla morte, avvenuta il 10 dicembre 2006 per infarto mentre era al lavoro nei campi.

## Filmografia

### Attore
- L'albero degli zoccoli, regia di Ermanno Olmi (1978)
- Ratataplan, regia di Maurizio Nichetti (1979)
- L'albero delle zoccole, regia di Leo Salemi (1995)